# Вејлс (Аљаска)
Вејлс (енгл. Wales) град је у америчкој савезној држави Аљаска.

## Демографија
По попису из 2010. године број становника је 145, што је 7 (-4,6%) становника мање него 2000. године.
| Група             | 2000.     | 2010.    |
| Белци             | 13 (8,6%) | 9 (6,2%) |
| Афроамериканци    | 1 (0,7%)  | 0 (0,0%) |
| Азијати           | 0 (0,0%)  | 0 (0,0%) |
| Хиспаноамериканци | 1 (0,7%)  | 0 (0,0%) |
| Укупно            | 152       | 145      |